# ティレル・006
ティレル・006 (Tyrrell 006) は、ティレルがF1世界選手権用に製作したフォーミュラ1カー。デザイナーはデレック・ガードナー。1972年終盤から1974年中盤まで使用された。

## 解説

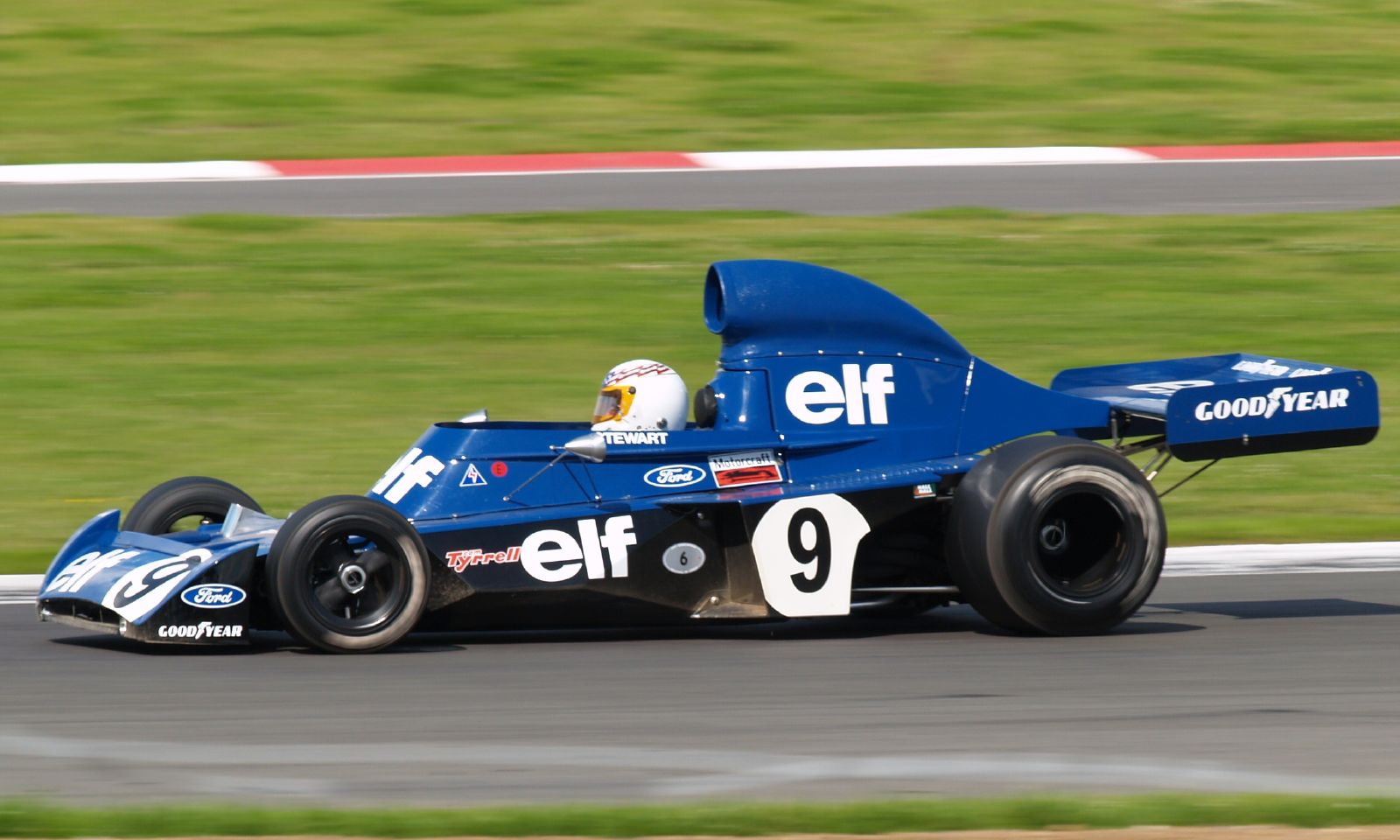
2007年シルバーストンでの006

ショートホイールベース、直線を主体とした車体形状やリヤカウルと一体化したインダクションポッドなど、1972年シーズン中に投入された005の流れを組んでいる。005との相違点は、1973年からの車両規則改正により車体側面に衝撃吸収構造が組み込まれたことである。005で採用されたインボードブレーキは1972年シーズン中にアウトボードへ変更されたが、006ではインボードタイプに戻された。
スウェーデンGP予選ではウエッジシェイプ・ノーズが装着され、テストが行われたが実戦には登場しなかった。

## 戦績
1972年カナダGPより大柄なフランソワ・セベール用として実戦投入され、初戦はリタイヤに終わったが、アメリカGPで2位に入る。翌1973年は南アフリカGPでセベールの006に乗り換えたスチュワートが006シリーズ初優勝を挙げた後、スチュワート用に006/2が製作され、非選手権レースのインターナショナル・トロフィーに出走し初戦を優勝で飾った。

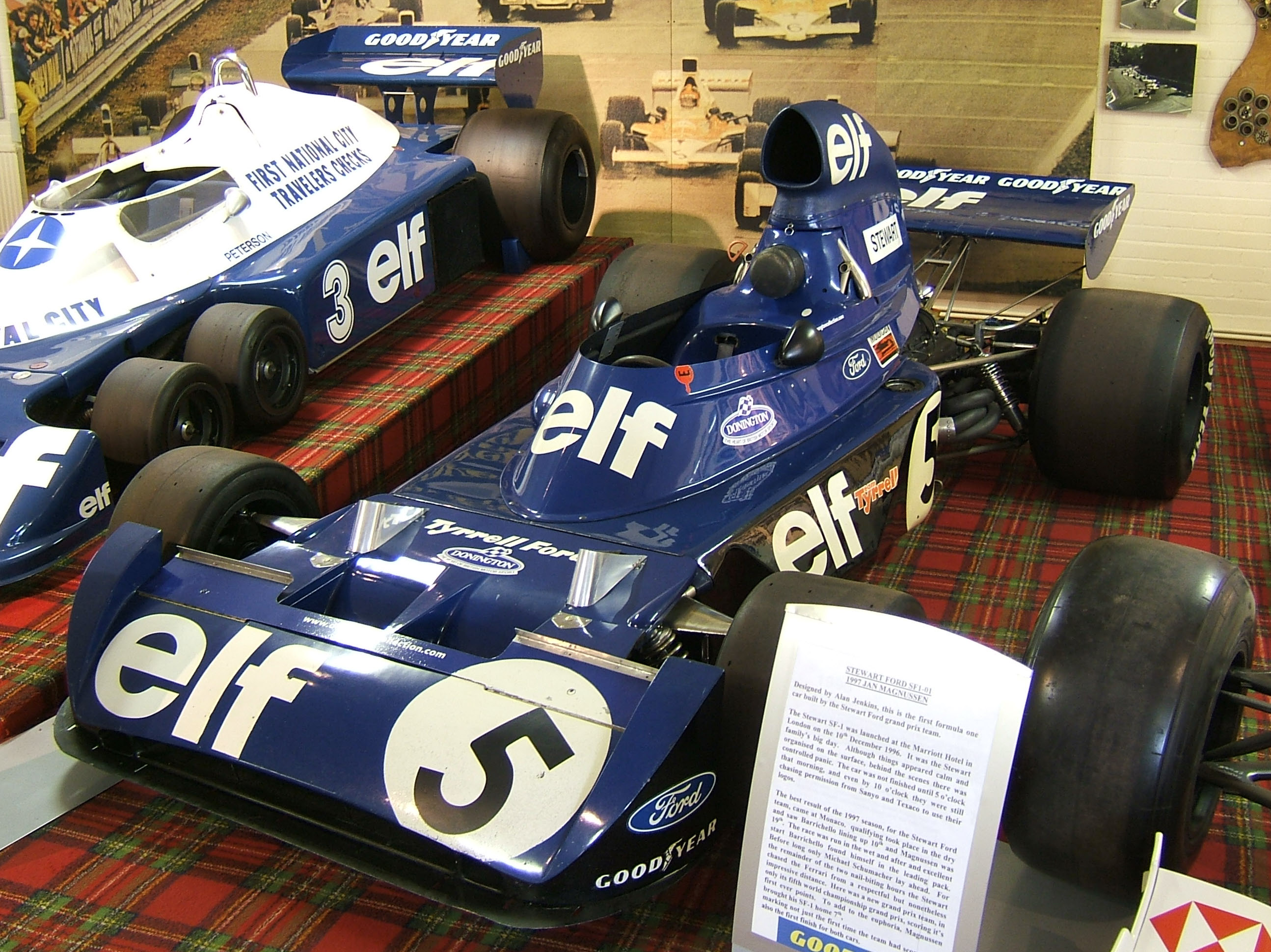
ドニントン・グランプリ・コレクションに展示されている006/2

コンストラクターズタイトルこそロータスに次ぐ2位だったが、スチュワートが5回の優勝を記録してドライバーズチャンピオンを獲得。セベールも6度の2位（うちワン・ツーフィニッシュ3回）を記録した。
最終戦アメリカGPで006/2に改修が施され、オイルクーラーが車体後部に配置され、サイドポッドが取り外された。セベールには新車の006/3が与えられたが、予選中のセベールの事故死により大破した。
1974年は、006/2をジョディー・シェクターが南アフリカGPまでドライブ。以降はスペイン・モナコ・フランス各GPでパトリック・デパイユが使用した。最高位は8位（非選手権のプレジデンテ・メディチ・グランプリでは2位）。その後はニューマシンの007に切り替えられた。
現存する車両は006/3を除く2台で、006/2はドニントン・グランプリ・コレクションに展示されている。

## スペック

### シャシー
- シャシー名 006
- シャシー構造 モノコック（アルミニウム）
- ホイールベース 2,386mm
- 前トレッド 1,590mm
- 後トレッド 1,590mm
- サスペンション フロント・リヤ：ダブルウィッシュボーン
- タイヤ グッドイヤー
- ギアボックス ヒューランドFG400（5速）・マニュアルシフト
- ブレーキ ガーリング→ロッキード[8]
- 重量 578kg

### エンジン
- エンジン名 フォード・コスワースDFV
- 気筒数・角度 V型8気筒・90度
- 排気量 2,993cc
- 最大馬力 485馬力
- 燃料 エルフ

## 成績
(key) (太字はポール・ポジション、斜体はファステストラップ。)
| 年    | No  | ドライバー   | 1   | 2   | 3   | 4   | 5   | 6   | 7   | 8   | 9   | 10  | 11  | 12  | 13  | 14  | 15  | ポイント  | 順位 |
| ----- | --- | ------------ | --- | --- | --- | --- | --- | --- | --- | --- | --- | --- | --- | --- | --- | --- | --- | --------- | ---- |
| 1972  |     |              | ARG | RSA | ESP | MON | BEL | FRA | GBR | GER | AUT | ITA | CAN | USA |     |     |     | 51*       | 2位  |
| 1972  | 2   | セベール     |     |     |     |     |     |     |     |     |     |     | Ret | 2   |     |     |     | 51*       | 2位  |
| 1973  |     |              | ARG | BRA | RSA | ESP | BEL | MON | SWE | FRA | GBR | NED | GER | AUT | ITA | CAN | USA | 82 (86)** | 2位  |
| 1973  | 3 5 | スチュワート |     |     | 1   | Ret | 1   | 1   | 5   | 4   | 10  | 1   | 1   | 2   | 4   | 5   | NS  | 82 (86)** | 2位  |
| 1973  | 4 6 | セベール     | 2   | 10  |     | 2   | 2   | 4   | 3   | 2   | 5   | 2   | 2   | Ret | 5   | Ret | NS  | 82 (86)** | 2位  |
| 1974  |     |              | ARG | BRA | RSA | ESP | BEL | MON | SWE | NED | FRA | GBR | GER | AUT | ITA | CAN | USA | 52***     | 3位  |
| 1974  | 3   | シェクター   | Ret | 13  | 8   |     |     |     |     |     |     |     |     |     |     |     |     | 52***     | 3位  |
| 1974  | 4   | デパイユ     |     |     |     | 8   |     | 9   |     |     | 8   |     |     |     |     |     |     | 52***     | 3位  |
| 出典: |     |              |     |     |     |     |     |     |     |     |     |     |     |     |     |     |     |           |      |

- ()内は総得点。
- *ティレル・002、003、005が獲得。アメリカGPは優勝したスチュワートの9ポイントが加算されている。
- **ティレル・005が獲得した6ポイントを含む。
- ***ティレル・007が獲得。